# Pyeongtaek
Pyeongtaek (kor. 평택) ist eine Großstadt in der südkoreanischen Provinz Gyeonggi-do. 
Die Hafenstadt liegt in der Metropolregion Sudogwon im Süden der Provzin Gyeonggi-do und hat 537.135 Einwohner (Stand: 2019). 2012 betrug die Einwohnerzahl 434.305. Der Hafen gehört zu den vier größten Handelshäfen Südkoreas und liegt am Gelben Meer. Die Fläche der Stadt entspricht mit 453,31 km² etwa 2/3 der Fläche Seouls. Durch die Stadt verläuft der Gyeongbu Expressway, der in nördliche Richtung nach Seoul verläuft und südlich nach Busan.
Am 1. Januar 1986 erhielt Pyeongtaek den Status einer Stadt (-si). Bürgermeister ist Kim Sun-ki (김선기).

## Militär
In Yongin liegt der Stützpunkt Camp Humphreys der United States Forces Korea und auch der Stützpunkt Osan Air Base liegt in Pyeongtaek und nicht in der Nachbarstadt Osan. Die Erweiterung von Camp Humphreys als Hauptstützpunkt des US-Militärs in Südkorea sorgte für große Proteste im Jahr 2006, da dafür Dorfbewohner umgesiedelt werden mussten. Letztlich erhielten die Bewohner von Daechuri und Doduri eine Entschädigungszahlung und die Militäranlage wurde erweitert.
Die Südkoreanische Marine hat in Pyeongtaek ihre 2. Flotte stationiert.

## Musik
Das Gebiet ist berühmt für Pyeongtaek Nongak (평택농악), einer traditionellen Instrumentalmusik der Landarbeiter.

## Persönlichkeiten
- Shin Da-hae (* 1988), Snowboarderin